# Никулинский сельсовет (Новосибирская область)
Никулинский сельсовет — сельское поселение в Татарском районе Новосибирской области Российской Федерации.
Административный центр — село Никулино.

## История
Статус и границы сельского поселения установлены Законом Новосибирской области от 2 июня 2004 года № 200-ОЗ «О статусе и границах муниципальных образований Новосибирской области»

## Население
| 2002 | 2010 | 2012 | 2013 | 2014 | 2015 | 2016 |
| ---- | ---- | ---- | ---- | ---- | ---- | ---- |
| 1072 | ↘730 | ↘709 | ↘680 | ↘661 | ↘656 | ↘641 |
| 2017 | 2018 | 2019 | 2020 | 2021 |      |      |
| ↘630 | ↘614 | ↘606 | ↘604 | ↘565 |      |      |

## Состав сельского поселения
| № | Населённый пункт | Тип населённого пункта       | Население |
| - | ---------------- | ---------------------------- | --------- |
| 1 | Варваровка       | деревня                      | ↘75       |
| 2 | Моховая          | деревня                      | ↘82       |
| 3 | Никулино         | село, административный центр | ↘445      |
| 4 | Новотроицк       | деревня                      | ↘128      |